# Sele (gmina Šentjur)
Sele – wieś w Słowenii, w gminie Šentjur. W 2018 roku liczyła 27 mieszkańców.